# 李·瓊斯
李·瓊斯（英語：Lee Jones；1988年6月28日—）是一位蘇格蘭橄欖球運動員。他是蘇格蘭國家橄欖球隊的一員，代表蘇格蘭參加了2014年橄欖球六國賽的比賽。